# Тахаево
Тахаево — деревня в Духовщинском районе Смоленской области России. Входит в состав Береснёвского сельского поселения. По состоянию на 2007 год постоянного населения не имеет. 
Расположена в северной части области в 8 км к северу от Духовщины, в 3 км восточнее автодороги Р136 Смоленск — Нелидово, на берегу реки Велица. В 28 км юго-восточнее деревни расположена железнодорожная станция Присельская на линии Москва — Минск. 

## История
В годы Великой Отечественной войны деревня была оккупирована гитлеровскими войсками в июле 1941 года, освобождена в сентябре 1943 года.